# سيباستيان كروفت
سيباستيان كروفت (مواليد 16 ديسمبر 2001) هو ممثل بريطاني، قام بدور بين هوب في مسلسل هارت ستوبر.

## وصلات خارجية
- سيباستيان كروفت على موقع IMDb (الإنجليزية)
- سيباستيان كروفت على موقع ميتاكريتيك (الإنجليزية)
- سيباستيان كروفت على موقع روتن توميتوز (الإنجليزية)
- سيباستيان كروفت على موقع ألو سيني (الفرنسية)
- سيباستيان كروفت على موقع ميوزك برينز (الإنجليزية)
- سيباستيان كروفت على موقع أول موفي (الإنجليزية)
- سيباستيان كروفت على موقع قاعدة بيانات الأفلام السويدية (السويدية)
- سيباستيان كروفت على موقع قاعدة بيانات الفيلم (الإنجليزية)